# Manuel Vicente
Manuel Domingos Vicente (Luanda, 15 de maig de 1956) és un polític d'Angola, vicepresident del país fins a les eleccions legislatives d'Angola de 2017.
Fins a gener de 2012, fou president del Consell d'Administració de Sonangol, una empresa estatal angolesa de petroli. El 30 de gener de 2012 fou exonerat pel cap d'Estat, José Eduardo dos Santos, del càrrec que detenia a Sonangol per assumir el Ministeri d'Estat i de Coordinació Econòmica.

## Primers anys
Manuel Vicente va fer l'ensenyament primari i secundari a la Missió de São Domingos. tanmateix es va veure obligat a interrompre els estudis per problemes financers i treballà com a aprenent de manyà i linotipista per ajudar a mantenir la família. Finalment es va graduar en enginyeria electrotècnica (sistemes d'energia) a la Universitat Agostinho Neto de Luanda el 1983.
Em 1985 es va graduar en els cursos de subestacions i línies de transmissió a l'empresa Furnas, a Brasil, i en gestió d'empreses petrolieres, comercialització del petroli i els seus derivats, i economia d'operacions petrolieres a l' Institute of Petroleum de Londres el 1991. També es va formar en anàlisi de risc i decisió en la indústria petroliera a l'OGCI de Calgary en 1992, i en economia de petrolis en la mateixa institució a Londres, el 1992.

## Carrera política
De 1981 a 1987 va dirigir la divisió d'enginyeria de la Sociedade Nacional de Estudos e Financiamento (Sonefe), i de 1987 a 1991 vaig dirigir un departament tècnic del Ministeri d'Energia i Petroli. El 1991, Manuel Vicente va ser nomenat sotsdirector de Sonangol UEE, una posició que va ocupar fins a 1998. En 1999 va ser nomenat per decret 20/99 del Consell de Ministres President del Consell d'Administració de Sonangol EP, oficina que va ocupar fins a 2012.
Durant el seu mandat en la petroliera angolesa, fou simultàniament consultor del Gabinete de Aproveitamento do Médio Kwanza (GAMEK), al sector elèctric, vicepresident de la Fundació Eduardo dos Santos i president de l'empresa telefònica Unitel. En aquest lloc clau, va presidir el sector més important de l'economia d'Angola i va ser considerat un estret col·laborador del president José Eduardo dos Santos. Durant el temps en què va dirigir l'empresa la producció de petroli va augmentar de manera espectacular. Va viatjar a l'estranger rutinàriament adquirint "una excel·lent reputació en la comunitat de negocis internacional". Vicente fou nomenat membre del Buró Polític del Moviment Popular per a l'Alliberament d'Angola (MPLA) el desembre de 2009.
En setembre de 2011 un article a Novo Jornal va afirmar que dos Santos pensava en Vicente com a seu successor. L'informe va ser seguit per una onada d'especulacions. Però Vicente va ser reelegit per a un nou mandat al capdavant de la Sonangol al desembre de 2011, acabant breument amb l'especulació.
El 30 de gener de 2012, per decret presidencial, fou nomenat ministre d'Estat i de Coordinació Econòmica. Va participar en les eleccions legislatives d'Angola de 2012 com a número dos a la llista del Moviment Popular per a l'Alliberament d'Angola (MPLA), el partit de José Eduardo dos Santos i va assumir el càrrec de vicepresident al 26 de setembre de 2012.
En agost de 2014 Manuel Vicente va participar, en representació del cap d'estat angolès, José Eduardo dos Santos, a la Cimera Estats Units-Àfrica (United States–Africa Leaders Summit), una iniciativa del president estatunidenc Barack Obama, que es va celebrar a Washington, D.C. sota el lema "Investir en el futur d'Àfrica".
Manuel Vicente va estar present en la 69a Assemblea General de les Nacions Unides, que va tenir lloc el setembre de 2014 a Nova York. El vicepresident angolès va defensar la reforma del Consell de Seguretat de les Nacions Unides, que, d'acord amb això, havia d'“estar més en línia amb el context internacional i reflectir una representació geogràfica equitativa mitjançant l'augment del nombre de membres permanents”, en particular amb la inclusió d'un país africà. Durant la seva intervenció, el vicepresident d'Angola també va abordar temes com el ressorgiment dels conflictes armats i el fonamentalisme religiós en alguns països d'Àfrica, i la importància del desarmament i la lluita contra la droga, el tràfic de persones i el crim organitzat transnacional.
En novembre de 2014, Manuel Vicente fou distingit amb el "Premi Sírius" per l'empresa multinacional Deloitte.
En desembre de 2016 el MPLA va escollir João Lourenço, ministre de Defensa i vicepresident del MPLA, com a candidat presidencial del partit a les eleccions legislatives d'Angola de 2017. S'espera que Lourenço, i no Vicente, succeeixi dos Santos com a President. Paral·lelament, en febrer de 2017 s'ha vist implicat en l'"Operação Fizz" a Portugal, on ha estat acusat de blanquejar capitals i intentar subornar un procurador portuguès.